# 中條明香
中條 明香（ちゅうじょう あすか）は、スリーライズに所属していた日本の元レースクイーン・元女性モデルである。
三重県出身。愛称は「あす丸」。

## 来歴
- 4歳の頃からクラシックバレエを習い、中学時代は剣道部に在籍していた[3]。
- 20歳の頃、友人の勧めでモデル・イベントコンパニオンの仕事を開始[4]。1ヵ月で5キロ減量した後に面接を受けたという逸話がある[4]。その後2011年に株式会社クランツからスリーライズへ移籍[5]。2012年、渕脇レイナ、彩世めいと共にSUPER GT「GAINER sucre」の一員としてレースクイーン活動を行う[4]。
- 2013年にはスーパー耐久「TEAM KRM フロンティアCUTE’S[1]」のメンバー（リーダー）として活動したが、2014年1月26日の撮影会を最後にスリーライズを離れ[5]、芸能界から引退した。
- 2017年12月より動画配信アプリ17イチナナの公式ライバーとして活動中。

## 人物
- 青山学院大学法学部卒業。当初は早稲田大学志望だったが、試験がなかなか出来なかっため、第二志望の青山に受かったという逸話がある[6]。
- 事務所の同僚だった愛原涼とは今でも仲が良く、ブログにも度々登場している[7]。
- 弟がいる[8]。

## イベント出演

### 東京ゲームショウ
- 「カプコン」（2010年）
- 「ソニーエリクソン・Xperia」（2011年）
- 「GMO」（2012年）

### 東京オートサロン
- 「フェニックスパワー」（2011年）
- 「日野自動車」（2012年）
- 「GOODYEAR」（2013年）

### CP+
- 「Canon」（2011年[9]）
- 「PENTAX」（2012年[10]）
- 「Nikon」（2013年[6]）

### その他
- CEATEC JAPAN「HITACHI」（2009年[2] – 2011年）
- 情報セキュリティEXPO「イーディーコントライブ」（2011年[11]）
- 東京モーターショー「ダイハツ」「フォルクスワーゲン」（2011年、2013年）